# Atletica leggera ai XIII Giochi dei piccoli stati d'Europa
Le gare di atletica ai XIII Giochi dei piccoli stati d'Europa si sono svolte complessivamente in tre giorni: il 2, il 4 e il 6 giugno 2009. Tutti gli eventi si sono disputati presso il GSP Sports Complex di Nicosia.

## Calendario
| ● | Competizioni | ● | Finali |

| Giugno |   |   |   |   |   |
| 1      | 2 | 3 | 4 | 5 | 6 |
|        | ● |   | ● |   | ● |

## Podi

### Uomini
| Specialità                        | Oro                                                                          | Prestazione | Argento                                                                   | Prestazione | Bronzo                                                           | Prestazione |
| Corse piane                       |                                                                              |             |                                                                           |             |                                                                  |             |
| 100 m (dettagli)                  | Panagiotis Ioannou                                                           | 10"38       | Filipos Spastris                                                          | 10"61       | Yoann Bebon                                                      | 10"74       |
| 200 m (dettagli)                  | Stefanos Hadjinikolaou                                                       | 21"35       | Nicolai Portelli                                                          | 21"63       | Andreas Pafitis                                                  | 21"64       |
| 400 m (dettagli)                  | Stefanos Hadjinikolaou                                                       | 48"46       | James Dalfonso                                                            | 49"07       | Ivano Bucci                                                      | 49"29       |
| 800 m (dettagli)                  | Mike Schumacher                                                              | 1'51"70     | Demetris Filippou                                                         | 1'52"89     | Christophe Bestgen                                               | 1'53"64     |
| 1.500 m (dettagli)                | Mike Schumacher                                                              | 3'52"24     | Christian Thielen                                                         | 3'52"65     | Alexandros Kalogerogiann                                         | 3'59"83     |
| 5.000 m (dettagli)                | Kari Steinn Karlsson                                                         | 14'45"71    | Marcos Sanza Arranz                                                       | 15'06"59    | Jean Marc Leandro                                                | 15'22"07    |
| 10.000 m (dettagli)               | Kari Steinn Karlsson                                                         | 31'13"29    | Omar Bachir                                                               | 31'30"19    | Marcos Sanza Arranz                                              | 31'58"71    |
| Corse a ostacoli                  |                                                                              |             |                                                                           |             |                                                                  |             |
| 110 m hs (dettagli)               | Alexandros Stavridis                                                         | 13"88       | Claude Godart                                                             | 14"22       | Nourredine Metiri                                                | 16"22       |
| 400 m hs (dettagli)               | Minas Alozidis                                                               | 51"40       | Jacques Frisch                                                            | 53"44       | Bjorgvin Vikingsson                                              | 53"79       |
| 3.000 m siepi (dettagli)          | Panayiotis Kyprianou                                                         | 9'35"95     | Jamal Baaziz                                                              | 9'42"04     | Kais Adli                                                        | 10'14"35    |
| Salti                             |                                                                              |             |                                                                           |             |                                                                  |             |
| Salto in alto (dettagli)          | Kyriakos Iōannou                                                             | 2,25 m      | Marios Nicolaou                                                           | 2,00 m      | Einar Dadi Larusson                                              | 1,95 m      |
| Salto con l'asta (dettagli)       | Nikandros Stylianou                                                          | 4,80 m      | Nourredine Metiri                                                         | 4,60 m      | Andreas Efstathiou                                               | 4,50 m      |
| Salto in lungo (dettagli)         | Kristinn Torfason                                                            | 7,60 m      | Mathaios Volou                                                            | 7,51 m      | Zacharias Arnos                                                  | 7,32 m      |
| Salto triplo (dettagli)           | Zacharias Arnos                                                              | 15,40 m     | Panagiotis Volou                                                          | 15,21 m     | Kristinn Torfason                                                | 14,79 m     |
| Lanci                             |                                                                              |             |                                                                           |             |                                                                  |             |
| Getto del peso (dettagli)         | Georgios Aresti                                                              | 18,14 m     | Óðinn Björn Þorsteinsson                                                  | 17,38 m     | Jon Asgrimsson                                                   | 16,13 m     |
| Lancio del disco (dettagli)       | Apostolos Parellīs                                                           | 60,55 m     | Savvas Aresti                                                             | 55,34 m     | Óðinn Björn Þorsteinsson                                         | 54,11 m     |
| Lancio del giavellotto (dettagli) | Jon Asgrimsson                                                               | 72,28 m     | Ioannis Stylianou                                                         | 71,26 m     | Rene Michlig                                                     | 69,56 m     |
| Lancio del martello (dettagli)    | Bergur Ingi Petursson                                                        | 70,60 m     | Petros Sofianos                                                           | 64,38 m     | Michael Kolokotronis                                             | 56,76 m     |
| Staffette                         |                                                                              |             |                                                                           |             |                                                                  |             |
| Staffetta 4x100 m (dettagli)      | Cipro Andreas Pafitis Filipos Spastris Vasilis Polykarpou Panagiotis Ioannou | 41"55       | Malta Mario Bonello Chouhal Rachid Karl Farrugia Nicolai Portelli         | 41"86       | Lussemburgo Yoann Bebon Marc Debanck Claude Godart Tom Hutmacher | 42"25       |
| Staffetta 4x400 m (dettagli)      | Cipro Riginos Menelaou Stefanos Anastasiou Antonis Aresti Minas Alozidis     | 3'16"82     | Lussemburgo Marc Debanck Christian Thielen Mike Schumacher Jacques Frisch | 3'16"90     | Malta Mario Bonello Mario Debono Nicolai Portelli James Dalfonso | 3'18"57     |

### Donne
| Specialità                        | Oro                                                                       | Prestazione | Argento                                                                           | Prestazione | Bronzo                                                                                                | Prestazione |
| Corse piane                       |                                                                           |             |                                                                                   |             | |             |
| 100 m (dettagli)                  | Eleni Artymata                                                            | 11"40       | Anna Ramona Papaioannou                                                           | 11"91       | Chantal Hayen                                                                                         | 12"15       |
| 200 m (dettagli)                  | Eleni Artymata                                                            | 23"34       | Anna Ramona Papaioannou                                                           | 24"65       | Hrafnhild Eir Hermoosdot                                                                              | 25"39       |
| 400 m (dettagli)                  | Antroula Shialou                                                          | 56"38       | Hafdis Sigurdardottir                                                             | 58"39       | Julia Christodoulou                                                                                   | 59"09       |
| 800 m (dettagli)                  | Stella Christoforou                                                       | 2'11"91     | Martine Nobili                                                                    | 2'13"25     | Charline Mathias                                                                                      | 2'13"65     |
| 1.500 m (dettagli)                | Stella Christoforou                                                       | 4'38"91     | Martine Mellina                                                                   | 4'43"76     | Meropi Panayiotou                                                                                     | 4'44"88     |
| 5.000 m (dettagli)                | Pascale Schmoetten                                                        | 17'36"77    | Arndis Yr Hafthorsdottir                                                          | 17'51"37    | Giselle Camilleri                                                                                     | 18'00"43    |
| 10.000 m (dettagli)               | Pascale Schmoetten                                                        | 37'09"65    | Frida Run Thordardottir                                                           | 37'20"76    | Carol Walsh                                                                                           | 37'39"13    |
| Corse a ostacoli                  |                                                                           |             |                                                                                   |             | |             |
| 100 m hs (dettagli)               | Evmorfia Badurda                                                          | 13"25       | Polyxeni Irodotou                                                                 | 13"92       | Kim Reuland                                                                                           | 13"96       |
| 400 m hs (dettagli)               | Antroula Shialou                                                          | 59"99       | Kim Reuland                                                                       | 1'00"80     | Panagiota Hadjigianni                                                                                 | 1'03"73     |
| Salti                             |                                                                           |             |                                                                                   |             | |             |
| Salto in alto (dettagli)          | Efrosyni Drosou                                                           | 1,78 m      | Helga Thorsteinsdottir                                                            | 1,75 m      | Liz Kuffer                                                                                            | 1,72 m      |
| Salto con l'asta (dettagli)       | Marianna Zachariadi                                                       | 4,00 m      | Stephanie Vieillevoye                                                             | 3,60 m      | Maria Aristotelous                                                                                    | 3,20 m      |
| Salto in lungo (dettagli)         | Nektaria Panayi                                                           | 6,05 m      | Johanna Ingadottir                                                                | 5,99 m      | Irene Charalampous                                                                                    | 5,97 m      |
| Salto triplo (dettagli)           | Johanna Ingadottir                                                        | 13,26 m     | Thomaida Polydorou                                                                | 12,54 m     | Eleftheria Christofi                                                                                  | 12,37 m     |
| Lanci                             |                                                                           |             |                                                                                   |             | |             |
| Getto del peso (dettagli)         | Olympia Menelaou                                                          | 14,70 m     | Florentia Kappa                                                                   | 14,55 m     | Helga Thorsteinsdottir                                                                                | 13,60 m     |
| Lancio del giavellotto (dettagli) | Ásdís Hjálmsdóttir                                                        | 58,93 m     | Eleni Mavroudi                                                                    | 51,57 m     | Helga Thorsteinsdottir                                                                                | 48,56 m     |
| Staffette                         |                                                                           |             |                                                                                   |             | |             |
| Staffetta 4x100 m (dettagli)      | Cipro Maria Savva Anna Ramona Papaioannou Evmorfia Badurda Eleni Artymata | 45"98       | Lussemburgo Chantal Hayen Laurence Thill Kim Reuland Laura Khol                   | 47"29       | Islanda Linda Bjork Larusdottir Helga Thorsteinsdottir Hafdis Sigurdardottir Hrafnhild Eir Hermoosdot | 47"33       |
| Staffetta 4x400 m (dettagli)      | Lussemburgo Chantal Hayen Charline Mathias Martine Nobili Kim Reuland     | 3'49"07     | Cipro Julia Christodoulou Stella Christoforou Panagiota Hadjigianni Irene Tsiarta | 3'53"96     | Islanda Hrafnhild Eir Hermoosdot Hafdis Sigurdardottir Helga Thorsteinsdottir Agusta Tryggvadottir    | 4'00"10     |

## Medagliere
| Posizione | Paese         |    |    |    | Totale |
| --------- | ------------- | -- | -- | -- | ------ |
| 1         | Cipro         | 25 | 15 | 11 | 51     |
| 2         | Islanda       | 7  | 6  | 10 | 23     |
| 3         | Lussemburgo   | 5  | 9  | 7  | 21     |
| 4         | Malta         | 0  | 3  | 3  | 6      |
| 5         | Monaco        | 0  | 3  | 3  | 6      |
| 6         | Andorra       | 0  | 1  | 1  | 2      |
| 7         | Liechtenstein | 0  | 0  | 1  | 1      |
| 8         | San Marino    | 0  | 0  | 1  | 1      |
| Totale    | Totale        | 37 | 37 | 37 | 111    |